# Arbeitsgericht Worbis
Das Arbeitsgericht Worbis war ein preußisches Arbeitsgericht mit Sitz in Worbis.

## Geschichte
Gemäß Arbeitsgerichtsgesetz vom 23. Dezember 1926 wurden in Deutschland Arbeitsgerichte gebildet. Diese waren nur in der ersten Instanz unabhängig, die Landesarbeitsgerichte waren den Landgerichten zugeordnet. Am Landgericht Erfurt entstand so 1927 das Landesarbeitsgericht Erfurt als eines von vier Landesarbeitsgerichten im Bezirk des Oberlandesgerichtes Naumburg. In Worbis entstand das Arbeitsgericht Worbis. Sein Sprengel umfasste den Bezirke der Amtsgerichte Dingelstädt, Groß-Bodungen, Heiligenstadt und Worbis. Es bestand je eine Kammer für Arbeiter, für Angestellte und für Handwerk.
Nach der Besetzung Deutschlands durch die Alliierten wurden 1945 zunächst alle Gerichte geschlossen. Die ordentlichen Gerichte wurden schon bald wieder eröffnet, während die Arbeitsgerichte zunächst außer in Hamburg nicht wieder eingerichtet wurden, so dass arbeitsgerichtliche Streitigkeiten von den ordentlichen Gerichten erledigt werden mussten. Gemäß Kontrollratsgesetz 21 sollten in Deutschland Arbeitsgerichte aufgebaut werden. In Worbis wurde jedoch kein Arbeitsgericht gebildet, seine Aufgabe übernahm das Arbeitsgericht Heiligenstadt.